# Programmatic Advertising
Programmatic Advertising oder programmatische Werbung ist ein Begriff aus dem Online-Marketing. Er bezeichnet den vollautomatischen und individualisierten Ein- und Verkauf von Werbeflächen in Echtzeit. Dabei werden auf Basis der vorliegenden Nutzerdaten gezielt auf den Nutzer zugeschnittene Werbebanner oder Werbespots ausgeliefert. Die Individualisierung der Werbeflächen geschieht dabei in der Regel über einen Auktionsprozess, bei dem, nach der Überprüfung der Nutzerrelevanz für die Kampagne des Werbetreibenden, der Höchstbietende den Zuschlag erhält und den Werbebanner aussteuern darf. Dieser Prozess dauert üblicherweise nur wenige Millisekunden. Der Begriff Programmatic Advertising wird fälschlicherweise häufig als Synonym für den Begriff Real Time Bidding verwendet, welches lediglich den Auktionsteil beschreibt.

## Ursprung
Die Technologie des Programmatic Advertisings stammt ursprünglich aus den USA und ersetzte zunehmend den manuellen Einkauf von Werbeflächen. Die Anfänge machten dabei Unternehmen wie Yahoo und MSN, die zum ersten Mal ihr entsprechendes Ad Inventar mit Möglichkeiten des Targetings zur Verfügung stellten. Im Oktober 2000 zog dann auch Google mit dem Self-Service-Anzeigenprogramm Google AdWords nach. Als Google im April 2007 die Übernahme von DoubleClick bekannt gibt und die Übernahme schließlich im März 2008 abgeschlossen wird, beginnt ein neues Zeitalter. Zu diesem Zeitpunkt wurde noch von dem Zeitalter des Real Time Biddings gesprochen. Im Laufe der Zeit entstanden spezialisierte Dienstleister, die im Auftrag von werbetreibenden Unternehmen Programmatic Advertising Lösungen planen, umsetzten und optimieren. Die Anfänge machten dabei in Deutschland, Österreich und der Schweiz Unternehmen wie Unidesq.

### Abgrenzung zu Real Time Bidding
Grundsätzlich kann Programmatic Advertising als eine Erweiterung des Begriffes Real Time Bidding (RTB) gesehen werden. Während RTB ausschließlich den Auktionsprozess beschreibt, bei dem alle Werbungtreibenden (Advertiser) auf einem Open Marketplace gleichberechtigt an der Auktion um die entsprechende Werbefläche teilnehmen können, greift Programmatic Advertising deutlich weiter. Denn durch die zunehmende Ausweitung der Technologie kamen auch Transaktionsmodelle hinzu, die nicht zwangsläufig über RTB abgewickelt werden konnten. Dazu gehören beispielsweise Private Deals, die nur zwischen einzelnen Publishern und Werbungtreibenden geschlossen werden, oder Automated Guaranteed Modelle. Somit beschreibt Programmatic Advertising alle Prozesse, Marktteilnehmer und Vorgänge, die Publisher und Werbungtreibende miteinander verbinden.

## Die vier Arten der programmatischen Transaktionen
Die zuvor angesprochenen Transaktionsmodelle wurden von dem Interactive Advertising Bureau (IAB) nach zwei Attributen eingeteilt: Zum einen wird anhand der Art des Inventares und zum anderen nach dem Preismodell kategorisiert. Die Art des Inventars beschreibt dabei, ob das Inventar für alle Advertiser frei zugänglich ist oder ob der Publisher gewisse Benutzerrechte vergeben kann. Die Preismodelle gehen von Fixpreisen bis zu einem Preis, der während der Auktion durch den Höchstbietenden festgelegt wird.

### Automated Guaranteed
Auch Private Deal genannt, bezeichnet den Verkauf bestimmter Werbeflächen im One-to-One Modell. Dieses Modell kommt somit dem klassischen Mediaeinkauf am nächsten. Beim Automated Guaranteed kommt es nicht zu einer Auktion, sondern der Advertiser erhält die Werbefläche unter Garantie und zu einem im Zuge der Verhandlungen festgelegten Fixpreis. Der Vorteil gegenüber den ursprünglichen und manuellen Deals liegt dabei im Anschluss an einen Adserver. Über diesen können gezielter Daten im Zuge des Request For Proposals (RFP) oder auch der Erfolgsmessung weitergegeben werden. Weiterhin kann sichergestellt werden, dass sobald die garantierten Einblendungen ausgeliefert wurden, das Inventar wieder in die Open Auction gelangt.

### Unreserved Fixed Rate
Diese Form der Transaktion wird zwar in einer Exchange-Umgebung abgewickelt, basiert jedoch auf einem vom Publisher vorgegebenen Fixpreis (CPM, CPC etc.). Unreserved Fixed Rates werden vor allem von Advertisern genutzt, die ihre Kampagnen gerne plan- und berechenbar machen.

### Invitation-Only Auction
Grundsätzlich folgt die Invitation-Only Auction dem Prinzip der Open Auction, jedoch mit dem Unterschied der limitierten Auktionsteilnehmer. Der Publisher legt dabei im Vorhinein fest, welche Advertiser an der Auktion teilnehmen können. Der Vorteil liegt dabei vor allem bei der Brand Safety seitens des Publishers.

### Open Auction
Auch Real Time Bidding genannt, bezeichnet das ursprüngliche Transaktionsmodell, bei dem das Inventar für alle frei zugänglich ist und der Preis im Zuge der Auktion ermittelt wird.

## Auktionsablauf
Der gesamte Gebotsprozess wird angestoßen, wenn ein User eine Website betritt, auf der sich Werbeflächen befinden, die mittels Programmatic Advertising monetarisiert werden. Über die angeschlossene Supply-Side-Platform (SSP) wird ein Bid-Request erzeugt und an die Demand-Side-Platform (DSP) weitergegeben. Über die Bid-Request werden auch alle Auktionseigenschaften weitergegeben, die beispielsweise die Prioritäten der Transaktionsmodelle definieren. Über die DSP können dann alle Advertiser, Vermarkter und Agenturen, deren Kampagneneigenschaften (Targeting, Werbeformat, Preis etc.) auf den User und die freie Werbefläche passen, ihre Bids an die SSP abgeben. Der Höchstbietende erhält dann den Zuschlag nach dem „2nd-Price Auction“-Prinzip, nachdem er nur einen Cent mehr bezahlen muss, als das zweithöchste Gebot. Nach der Auktion, wird der Werbebanner des Auktionsgewinners über einen iFrame in die Website des Publishers integriert und dem User angezeigt. Der gesamte Gebotsprozess erfolgt dabei innerhalb weniger als 100 Millisekunden und ist somit für den User während der Seitenladezeit nicht wahrnehmbar.

## Kritik
Die Praxis der Echtzeitauktionen für personalisierte Werbung ist laut britischer Datenschutzbehörde untragbar, u. a. weil sie gegen die DSGVO verstoße.